# Kusakowate Polski
Kusakowate Polski – ogół taksonów chrząszczy z rodziny kusakowatych (Staphylinidae), których występowanie stwierdzono na terenie Polski.
Kusakowate stanowią najliczniejszą rodzinę w koleopterofaunie Polski. Stwierdzono ich w tym kraju około 1350 gatunków z 21 podrodzin.

## Breloczki(Dasycerinae)
W Polsce występuje tylko:
- Dasycerus sulcatus – breloczek rdzawy

## Kiepurki(Euaesthetinae)
W Polsce stwierdzono 4 gatunki:
- Edaphus lederi
- Euaesthetus bipunctatus – kiepurek bezbruzdy
- Euaesthetus laeviusculus
- Euaesthetus ruficapillus

## Korkucie(Trichophyinae)
W Polsce występuje tylko:
- Trichophya pilicornis – korkuć próchniaczek

## Kozubki(Oxytelinae)
W Polsce stwierdzono 104 gatunki:

- Anotylus bernhaueri
- Anotylus clypeonitens
- Anotylus complanatus
- Anotylus fairmairei
- Anotylus hamatus
- Anotylus insecatus
- Anotylus intricatus
- Anotylus inustus
- Anotylus mendus
- Anotylus mutator
- Anotylus nitidulus
- Anotylus pumilus
- Anotylus rugifrons
- Anotylus rugosus
- Anotylus saulcyi
- Anotylus sculpturatus
- Anotylus speculifrons
- Anotylus tetracarinatus
- Anotylus tetratoma
- Aploderus caelatus – szerzynek wciętogoleń
- Aploderus caesus
- Bledius agricultor
- Bledius baudii
- Bledius crassicollis
- Bledius cribricollis – wściub sztafirowany
- Bledius defensus
- Bledius denticollis
- Bledius dissimilis
- Bledius erraticus
- Bledius femoralis
- Bledius fergussoni
- Bledius filipes
- Bledius fuscipes
- Bledius gallicus
- Bledius limbatus
- Bledius littoralis
- Bledius lohsei
- Bledius longulus
- Bledius nanus
- Bledius occidentalis
- Bledius opacus
- Bledius pallipes
- Bledius procerulus
- Bledius pygmaeus
- Bledius subterraneus
- Bledius talpa
- Bledius tenenbaumi
- Bledius terebrans
- Bledius tibialis
- Bledius tricornis
- Carpelimus bilineatus
- Carpelimus corticinus
- Carpelimus despectus
- Carpelimus elongatulus
- Carpelimus exiguus
- Carpelimus foveolatus
- Carpelimus fuliginosus
- Carpelimus gracilis
- Carpelimus halophilus
- Carpelimus heidenreichi
- Carpelimus impressus
- Carpelimus lindrothi
- Carpelimus nitidus
- Carpelimus obesus
- Carpelimus politus
- Carpelimus punctatellus
- Carpelimus pusillus
- Carpelimus rivularis
- Carpelimus similis
- Carpelimus subtilis
- Coprophilus striatulus
- Deleaster dichrous
- Manda mandibularis
- Ochthephilus andalusiacus
- Ochthephilus omalinus
- Ochthephilus rosenhaueri
- Ochthephilus tatricus
- Oxytelus fulvipes
- Oxytelus laqueatus
- Oxytelus migrator
- Oxytelus piceus – szpecik gębacz
- Oxytelus sculptus
- Planeustomus heydeni
- Planeustomus palpalis
- Platystethus alutaceus
- Platystethus arenarius
- Platystethus capito
- Platystethus cornutus
- Platystethus nitens
- Platystethus nodifrons
- Syntomium aeneum – piłatek mchowy
- Thinobius brevipennis
- Thinobius brunneipennis
- Thinobius ciliatus
- Thinobius delicatulus
- Thinobius flagellatus
- Thinobius ligeris
- Thinobius linearis
- Thinobius longipennis
- Thinobius petzi
- Thinobius pusillimus
- Thinodromus arcuatus
- Thinodromus dilatatus
- Thinodromus hirticollis

## Kusaki(Staphylininae)
W Polsce stwierdzono 239 gatunków z 3 plemion:

### Othiini
- Atrecus affinis – zezoń dwubarwiec
- Atrecus longiceps – zezoń borowiec
- Atrecus pilicornis – zezoń borealno-górski
- Othius angustus
- Othius brevipennis
- Othius laeviusculus
- Othius lapidicola – żezoń reglowiec
- Othius permutatus – żezoń przemienny
- Othius punctulatus – żezoń krasnokrywy
- Othius subuliformis – żezoń leśny
- Othius transsilvanicus – żezoń połoniniec
- Othius volans

### Staphylinini
- Abemus chloropterus – abek zielonokrywek
- Acylophorus glaberrimus
- Acylophorus wagenschieberi
- Astrapaeus ulmi
- Atanygnathus terminalis
- Bisnius cephalotes
- Bisnius fimetarius
- Bisnius nigriventris
- Bisnius nitidulus
- Bisnius parcus
- Bisnius puella
- Bisnius scribae
- Bisnius sordidus
- Bisnius spermophili – nawozik polnikowiec
- Bisnius subuliformis – nawozik szpaczy
- Cafius xantholoma
- Creophilus maxillosus – gnojek naśmietny, rabież wielka
- Dinothenarus fossor – słońcolubek złotowłos
- Dinothenarus pubescens – słońcolubek plugojad
- Emus hirtus – truchcik trzmielowiec
- Erichsonius cinerascens
- Erichsonius signaticornis
- Erichsonius subopacus
- Euryporus picipes – wąskostóp gajowy
- Gabrius appendiculatus
- Gabrius astutoides
- Gabrius astutus
- Gabrius austriacus
- Gabrius breviventer
- Gabrius exiguus
- Gabrius exspectatus
- Gabrius femoralis
- Gabrius lividipes
- Gabrius nigritulus
- Gabrius osseticus
- Gabrius piliger
- Gabrius ravasinii
- Gabrius sphagnicola
- Gabrius splendidulus – chudzik kornikowiec
- Gabrius suffragani
- Gabrius tirolensis
- Gabrius trossulus
- Gabronthus thermarum
- Hesperus rufipennis – krasnopróchniak długoczułki
- Heterothops binotatus
- Heterothops dissimilis
- Heterothops minutus
- Heterothops praevius – marganka kretolubna
- Heterothops quadripunctulus
- Heterothops stiglundbergi
- Neobisnius lathrobioides
- Neobisnius procerulus
- Neobisnius prolixus
- Neobisnius villosulus
- Ocypus aeneocephalus – zbójca bagienny
- Ocypus biharicus
- Ocypus brunnipes – zbójca średni
- Ocypus fulvipennis
- Ocypus fuscatus
- Ocypus macrocephalus – zbójca smolisty
- Ocypus nitens – zbójca leśny
- Ocypus olens – zbójca gajowy, próchniczak czarniawy
- Ocypus ophthalmicus – zbójca zbrojny
- Ocypus ormayi
- Ocypus picipennis
- Ocypus tenebricosus – zbójca reglowy
- Ontholestes haroldi
- Ontholestes murinus – szaroń muchołap
- Ontholestes tessellatus – szaroń pospolity
- Philonthus addendus
- Philonthus albipes
- Philonthus alpinus
- Philonthus atratus
- Philonthus binotatus
- Philonthus caerulescens
- Philonthus carbonarius – nawozak szerokogłowy
- Philonthus caucasicus
- Philonthus cognatus – nawozak pospolity
- Philonthus concinnus
- Philonthus confinis
- Philonthus coprophilus
- Philonthus corruscus
- Philonthus corvinus
- Philonthus cruentatus
- Philonthus cyanipennis – nawozak grzybiarz
- Philonthus debilis
- Philonthus decorus – nawozak ściółkowy
- Philonthus discoideus
- Philonthus ebeninus
- Philonthus frigidus
- Philonthus fumarius
- Philonthus furcifer
- Philonthus intermedius
- Philonthus jurgans
- Philonthus laevicollis – nawozak gajowy
- Philonthus laminatus
- Philonthus lepidus
- Philonthus linki
- Philonthus longicornis
- Philonthus mannerheimi
- Philonthus mareki
- Philonthus marginatus
- Philonthus micans
- Philonthus micantoides
- Philonthus nigrita
- Philonthus nitidicollis
- Philonthus nitidus
- Philonthus parvicornis
- Philonthus politus – nawozak krępy
- Philonthus pseudovarians
- Philonthus punctus
- Philonthus quisquiliarius
- Philonthus rectangulus
- Philonthus rotundicollis – nawozak zielonogłowy
- Philonthus rubripennis
- Philonthus rufipes
- Philonthus salinus
- Philonthus sanguinolentus
- Philonthus spinipes
- Philonthus splendens
- Philonthus subvirescens
- Philonthus succicola – nawozak czarnogłowy
- Philonthus temporalis
- Philonthus tenuicornis
- Philonthus umbratilis
- Philonthus varians
- Philonthus ventralis
- Platydracus chalcocephalus
- Platydracus fulvipes – tyranka szafirokrywka
- Platydracus latebricola – tyranka kruszcowa
- Platydracus stercorarius – tyranka wrzosowiskowa
- Quedius alpestris – marga alpejska
- Quedius balticus
- Quedius boopoides
- Quedius boops – marga wolooczna
- Quedius brevicornis – marga dziuplanka
- Quedius brevis – marga mrówkojad
- Quedius cincticollis – marga kosówkowa
- Quedius cinctus – marga brązowawa
- Quedius collaris – marga jasnobrzega
- Quedius cruentus – marga starodrzewna
- Quedius curtipennis
- Quedius dilatatus – marga szerszeniówka
- Quedius fulgidus
- Quedius fuliginosus – marga ściółkowa
- Quedius fulvicollis
- Quedius fumatus – marga ciekawska
- Quedius haberfelneri
- Quedius humeralis
- Quedius infuscatus
- Quedius invreae
- Quedius lateralis – marga bukowinowa
- Quedius levicollis
- Quedius limbatus
- Quedius longicornis
- Quedius lucidulus
- Quedius maurorufus
- Quedius maurus
- Quedius mesomelinus – marga wszędobylska
- Quedius microps – marga krótkooka
- Quedius molochinus – marga bagienna
- Quedius nemoralis
- Quedius nigriceps – marga czarnogłowa
- Quedius nigrocaeruleus – marga niebieskawa
- Quedius nitipennis
- Quedius obscuripennis – marga górska
- Quedius ochripennis
- Quedius ochropterus
- Quedius paradisianus – marga reglowa
- Quedius persimilis
- Quedius picipes
- Quedius plagiatus – marga siatkokrywka
- Quedius punctatellus – marga reglowo-kosówkowa
- Quedius puncticollis – marga gryzoniówka
- Quedius reitteri
- Quedius riparius
- Quedius scintillans
- Quedius scitus – marga nadrzewna
- Quedius scribae
- Quedius semiaeneus
- Quedius semiobscurus
- Quedius suturalis
- Quedius tenellus
- Quedius truncicola
- Quedius umbrinus – marga szerokopleca
- Quedius unicolor
- Quedius vexans
- Quedius xanthopus – marga próchniarka
- Rabigus pullus
- Rabigus tenuis
- Staphylinus caesareus – kusak cezarek
- Staphylinus dimidiaticornis – kusak podkamieniec
- Staphylinus erythropterus – kusak czerwonopokrywy
- Tasgius globulifer
- Tasgius melanarius – kąsawiec dołkowany
- Tasgius morsitans
- Tasgius pedator
- Tasgius winkleri

### Wydłużaki(Xantholinini)
- Gauropterus fulgidus
- Gyrohypnus angustatus – ryżak synantrop
- Gyrohypnus atratus – ryżak mrówkożer
- Gyrohypnus fracticornis
- Gyrohypnus punctulatus
- Hypnogyra angularis – bruzdnik dziuplowiec
- Leptacinus batychrus
- Leptacinus formicetorum – bruzdniczek mrówkojad
- Leptacinus intermedius
- Leptacinus pusillus
- Leptacinus sulcifrons
- Megalinus flavocinctus
- Megalinus glabratus
- Nudobius lentus – kornikojad świerkowy
- Phacophallus parumpunctatus
- Xantholinus azuganus
- Xantholinus distans
- Xantholinus dvoraki
- Xantholinus elegans – wydłużak dwubarwny
- Xantholinus fortepunctatus
- Xantholinus gallicus
- Xantholinus laevigatus – wydłużak mokroleśny
- Xantholinus linearis – wydłużak pospolity
- Xantholinus longiventris – wydłużak mokrotek
- Xantholinus procerus
- Xantholinus tricolor – wydłużak borowy, wydłużak trójbarwny
- Zeteotomus brevicornis – kornikarz jodłowy

## Łodziki(Scaphidiinae)
W Polsce stwierdzono 11 gatunków:
- Scaphidium quadrimaculatum – łodzik czteroplamek
- Scaphisoma agaricinum – kropiak lśniący
- Scaphisoma assimile
- Scaphisoma balcanicum
- Scaphisoma boleti
- Scaphisoma boreale
- Scaphisoma inopinatum
- Scaphisoma limbatum
- Scaphisoma obenbergeri
- Scaphisoma subalpinum
- Scaphium immaculatum

## Marniki(Pselaphinae)
W Polsce stwierdzono 75 gatunków:

- Amauronyx maerkelii
- Batrisodes adnexus
- Batrisodes buqueti
- Batrisodes delaporti
- Batrisodes hubenthali
- Batrisodes unisexualis
- Batrisodes venustus
- Batrisus formicarius
- Bibloplectus ambiguus
- Bibloplectus pusillus
- Bibloplectus spinosus
- Bibloplectus tenebrosus
- Bibloporus bicolor
- Bibloporus mayeti
- Bibloporus minutus
- Brachygluta fossulata
- Brachygluta haematica
- Brachygluta helferi
- Brachygluta hemoptera
- Brachygluta klimschi
- Brachygluta simplicior
- Brachygluta sinuata
- Brachygluta trigonoprocta
- Brachygluta xanthoptera
- Bryaxis bulbifer
- Bryaxis carinula
- Bryaxis carpathicus – karzełek karpacki
- Bryaxis clavicornis
- Bryaxis curtisii
- Bryaxis femoratus
- Bryaxis frivaldszkyi
- Bryaxis nigripennis
- Bryaxis nodicornis
- Bryaxis puncticollis
- Bryaxis reitteri
- Bryaxis ruthenus
- Bryaxis ullrichii
- Bryaxis weisei
- Bythinus burrellii
- Bythinus macropalpus
- Bythinus securiger
- Centrotoma lucifuga
- Chennium bituberculatum
- Claviger longicornis
- Claviger testaceus – rozrożek pociskokształtny
- Euplectus bescidicus
- Euplectus bonvouloiri
- Euplectus brunneus
- Euplectus decipiens
- Euplectus karstenii
- Euplectus kirbii
- Euplectus mutator
- Euplectus nanus
- Euplectus piceus
- Euplectus punctatus
- Euplectus sanguineus
- Euplectus signatus
- Euplectus tholini
- Fagniezia impressa
- Leptoplectus spinolae
- Plectophloeus erichsoni
- Plectophloeus fischeri
- Plectophloeus nitidus
- Plectophloeus nubigena
- Pselaphaulax dresdensis
- Pselaphus heisei – marnik mchowy
- Reichenbachia juncorum
- Rybaxis longicornis
- Saulcyella schmidtii
- Trichonyx sulcicollis
- Trimium brevicorne
- Trimium carpathicum
- Tychus niger
- Tyrus mucronatus

## Myśliczki(Steninae)
W Polsce stwierdzono 99 gatunków:

- Dianous coerulescens
- Stenus aceris
- Stenus ageus
- Stenus argus
- Stenus asphaltinus
- Stenus assequens
- Stenus ater – myśliczek wrzosowiec
- Stenus aterrimus – myśliczek mrowiskowy
- Stenus atratulus
- Stenus bifoveolatus
- Stenus biguttatus – myśliczek dwuplamek
- Stenus bimaculatus – myśliczek krasnoplamek
- Stenus binotatus
- Stenus bohemicus
- Stenus boops
- Stenus brunnipes
- Stenus calcaratus
- Stenus canaliculatus
- Stenus carbonarius
- Stenus carpathicus – myśliczek karpacki
- Stenus cautus
- Stenus cicindeloides – myśliczek wąskogłowy
- Stenus circularis
- Stenus clavicornis – myśliczek pospolity
- Stenus comma – myśliczek lancetowaty
- Stenus crassus
- Stenus eumerus
- Stenus europaeus
- Stenus excubitor
- Stenus flavipalpis
- Stenus flavipes – myśliczek żółtonogi
- Stenus formicetorum
- Stenus fornicatus
- Stenus fossulatus – myśliczek glinik
- Stenus fulvicornis
- Stenus fuscicornis
- Stenus fuscipes
- Stenus gallicus
- Stenus geniculatus – myśliczek borowiec
- Stenus glabellus
- Stenus glacialis
- Stenus gracilipes – myśliczek górski
- Stenus guttula
- Stenus guynemeri
- Stenus humilis
- Stenus impressus – myśliczek żółtoczułki
- Stenus incanus
- Stenus incrassatus
- Stenus indifferens
- Stenus intermedius
- Stenus juno – myśliczek juno
- Stenus kiesenwetteri
- Stenus kolbei
- Stenus latifrons
- Stenus longipes
- Stenus longitarsis
- Stenus ludyi
- Stenus lustrator
- Stenus maculiger
- Stenus melanarius
- Stenus melanopus
- Stenus montivagus
- Stenus morio
- Stenus nanus
- Stenus nigritulus
- Stenus nitens
- Stenus nitidiusculus
- Stenus niveus
- Stenus obscuripes – myśliczek wysokokarpacki
- Stenus ochropus
- Stenus opticus
- Stenus oscillator
- Stenus pallipes
- Stenus pallitarsis
- Stenus palposus
- Stenus palustris
- Stenus parcior – myśliczek jaworowy
- Stenus phyllobates
- Stenus picipennis
- Stenus picipes
- Stenus proditor
- Stenus providus
- Stenus pseudoboops
- Stenus pubescens
- Stenus pumilio – myśliczek turzycowy
- Stenus pusillus
- Stenus ruralis
- Stenus scrutator
- Stenus similis – myśliczek szczeciogonkowiec
- Stenus solutus
- Stenus stigmula
- Stenus subaeneus
- Stenus subdepressus
- Stenus sylvester
- Stenus tarsalis – myśliczek dwukoniec
- Stenus transsilvanicus
- Stenus umbratilis
- Stenus vastus

## Narożki(Habrocerinae)
W Polsce występuje tylko:
- Habrocerus capillaricornis – narożek ściółkowy

## Podkorowce(Olisthaerinae)
W Polsce występuje tylko:
- Olisthaerus substriatus – podkorowiec świerkowiec

## Pogrzybnice(Oxyporinae)
W Polsce występują 3 gatunki:
- Oxyporus mannerheimii – pogrzybnica Mannerheima
- Oxyporus maxillosus – pogrzybnica żółta
- Oxyporus rufus – pogrzybnica ruda

## Piesty(Piestinae)
W Polsce stwierdzono 2 gatunki:
- Siagonium humerale – piesta rdzawoplama
- Siagonium quadricorne – piesta pięciorzędowa

## Płaskusaczki(Pseudopsinae)
W Polsce występuje tylko:
- Olisthaerus substriatus – płaskusaczek chrustowiec

## Protki(Proteininae)
W Polsce stwierdzono 14 gatunków:
- Megarthrus bellevoyei
- Megarthrus denticollis
- Megarthrus depressus – megart rdzawonogi
- Megarthrus hemipterus
- Megarthrus nitidulus
- Megarthrus prosseni
- Megarthrus stercorarius
- Metopsia similis
- Proteinus atomarius
- Proteinus brachypterus – protek pospolity
- Proteinus crenulatus – protek karbowany
- Proteinus laevigatus
- Proteinus longicornis
- Proteinus ovalis

## Rozstrzępki(Micropeplinae)
W Polsce stwierdzono 6 gatunków:
- Micropeplus caelatus
- Micropeplus fulvus
- Micropeplus longipennis
- Micropeplus marietti
- Micropeplus porcatus
- Micropeplus tesserula – rozstępek krasnobrzeżek

## Rydzenice(Aleocharinae)
W Polsce stwierdzono 508 gatunków z 15 plemion:

### Aleocharini
- Aleochara bellonata
- Aleochara bilineata
- Aleochara binotata
- Aleochara bipustulata – rydzenica dwuplamka
- Aleochara breiti
- Aleochara brevipennis
- Aleochara clavicornis
- Aleochara cuniculorum
- Aleochara curtula – rydzenica padliniarka, rydzenica wielka
- Aleochara erythroptera
- Aleochara fumata
- Aleochara funebris
- Aleochara grisea
- Aleochara haematoptera – rydzenica ognistoskrzydła
- Aleochara haemoptera
- Aleochara heeri
- Aleochara inconspicua
- Aleochara intricata – rydzenica płaskoodwłokowa
- Aleochara kamila
- Aleochara laevigata
- Aleochara lanuginosa
- Aleochara lata
- Aleochara laticornis
- Aleochara lygaea
- Aleochara maculata
- Aleochara milleri
- Aleochara moerens
- Aleochara moesta
- Aleochara obscurella
- Aleochara peeziana
- Aleochara puberula
- Aleochara punctatella
- Aleochara ruficornis
- Aleochara sanguinea – rydzenica krwistokrywka
- Aleochara spadicea
- Aleochara sparsa
- Aleochara spissicornis
- Aleochara tristis
- Aleochara verna
- Aleochara villosa
- Tinotus morion

### Athetini
- Acrotona aterrima
- Acrotona benicki
- Acrotona convergens
- Acrotona exigua
- Acrotona muscorum
- Acrotona nigerrima
- Acrotona obfuscata
- Acrotona parens
- Acrotona parvula
- Acrotona pseudotenera
- Acrotona pygmaea
- Acrotona sylvicola
- Acrotona troglodytes
- Alevonota egregia
- Alevonota elegantula
- Alevonota gracilenta
- Alevonota rufotestacea
- Alianta incana
- Aloconota appulsa
- Aloconota cambrica
- Aloconota coulsoni
- Aloconota currax
- Aloconota debilicornis
- Aloconota eichhoffi
- Aloconota gregaria
- Aloconota insecta
- Aloconota languida
- Aloconota longicollis
- Aloconota mihoki
- Aloconota pfefferi
- Aloconota philonthoides
- Aloconota sulcifrons
- Aloconota ultima
- Alpinia alpicola
- Alpinia carpathica
- Alpinia lohseiana
- Amidobia talpa
- Amischa analis – głowacz krasnogonek
- Amischa bifoveolata
- Amischa decipiens
- Amischa filum
- Amischa forcipata
- Amischa nigrofusca
- Atheta aegra
- Atheta aeneicollis
- Atheta aeneipennis – gładzik poszukiwany
- Atheta allocera
- Atheta amicula
- Atheta amplicollis
- Atheta aquatica
- Atheta aquatilis
- Atheta arctica – gładzik arktyczny
- Atheta atomaria
- Atheta atramentaria
- Atheta autumnalis
- Atheta basicornis
- Atheta benickiella
- Atheta boletophila
- Atheta boreella
- Atheta britanniae
- Atheta britteni
- Atheta brunneipennis
- Atheta cadaverina
- Atheta canescens
- Atheta castanoptera
- Atheta cauta
- Atheta celata
- Atheta cinnamoptera
- Atheta clientula
- Atheta consanguinea – gładzik krasnobrzeżek
- Atheta contristata
- Atheta coriaria
- Atheta corvina
- Atheta crassicornis – gładzik grzybiak
- Atheta cribrata
- Atheta dadopora
- Atheta debilis
- Atheta deformis
- Atheta dilaticornis
- Atheta diversa
- Atheta divisa
- Atheta ebenina
- Atheta elongatula
- Atheta episcopalis
- Atheta europaea
- Atheta euryptera
- Atheta excellens
- Atheta excelsa
- Atheta excisa
- Atheta fallaciosa
- Atheta fungi – gładzik grzybiarek
- Atheta fungicola
- Atheta fungivora
- Atheta gagatina – gładzik gagatek
- Atheta ganglbaueri
- Atheta glabricula
- Atheta graminicola
- Atheta grisea
- Atheta gyllenhalii
- Atheta hansseni
- Atheta harwoodi – gładzik rdzawobrzuchy
- Atheta hybrida
- Atheta hygrobia
- Atheta hygrotopora
- Atheta hypnorum – gładzik rdzawotrzonek
- Atheta incognita
- Atheta indubia
- Atheta inquinula
- Atheta intermedia
- Atheta ischnocera
- Atheta knabli[18]
- Atheta kochi
- Atheta laevana
- Atheta laevicauda
- Atheta laticeps
- Atheta laticollis
- Atheta leonhardi – gładzik Leonharda
- Atheta liliputana
- Atheta liturata
- Atheta longicornis
- Atheta luridipennis
- Atheta luteipes
- Atheta macrocera
- Atheta malleus
- Atheta marcida
- Atheta melanaria
- Atheta melanocera
- Atheta monticola – gładzik czterofałdek
- Atheta myrmecobia – gładzik mrowiskowy
- Atheta nidicola
- Atheta nigra – gładzik czarny
- Atheta nigripes
- Atheta nigritula
- Atheta oblita
- Atheta obtusangula
- Atheta occulta
- Atheta orbata
- Atheta orphana
- Atheta palleola
- Atheta pallidicornis
- Atheta palustris
- Atheta paracrassicornis
- Atheta parapicipennis
- Atheta parca
- Atheta pfaundleri
- Atheta picipes
- Atheta pilicornis
- Atheta pittionii
- Atheta procera
- Atheta puberula
- Atheta putrida
- Atheta ravilla
- Atheta ripicola
- Atheta rugulosa
- Atheta scapularis
- Atheta sequanica
- Atheta setigera
- Atheta sodalis – gładzik towarzyski
- Atheta sordidula
- Atheta spatula
- Atheta subglabra
- Atheta subrugosa
- Atheta subsinuata
- Atheta subtilis
- Atheta terminalis
- Atheta taxiceroides
- Atheta tibialis – gładzik górskośnieżny
- Atheta tmolosensis
- Atheta triangulum – gładzik nadbałtycki
- Atheta trinotata
- Atheta vaga – gładzik ciemnoczułki
- Atheta varendorffiana
- Atheta vestita
- Atheta vilis
- Atheta volans
- Atheta xanthopus
- Atheta zosterae
- Boreophilia eremita
- Boreophilia fusca
- Boreophilia islandica
- Boreostiba sibirica
- Callicerus obscurus
- Callicerus rigidicornis
- Dacrila fallax
- Dadobia immersa – płaskogłów borowy
- Dinaraea aequata
- Dinaraea angustula
- Dinaraea arcana
- Dinaraea linearis
- Dochmonota clancula
- Dochmonota rudiventris
- Enalodroma hepatica
- Geostiba circellaris – ziemiec guzkowany
- Geostiba croatica
- Geostiba flava
- Geostiba hcejkai
- Geostiba infirma
- Geostiba plicatella
- Geostiba tenenbaumi
- Halobrecta algae
- Halobrecta flavipes
- Hydrosmecta delicatula
- Hydrosmecta fluviatilis
- Hydrosmecta fragilicornis
- Hydrosmecta fragilis
- Hydrosmecta gracilicornis
- Hydrosmecta longula
- Hydrosmecta minutissima
- Hydrosmecta perpusilla
- Hydrosmecta subtilissima
- Hydrosmecta tenuissima
- Liogluta alpestris
- Liogluta granigera
- Liogluta longiuscula – szorstkogonek wydłużony
- Liogluta micans
- Liogluta microptera – szorstkogonek krótkopokrywy
- Liogluta pagana
- Liogluta wuesthoffi – szorstkogonek ogólnogórski
- Lypoglossa lateralis
- Lyprocorrhe anceps
- Nehemitropia lividipennis
- Neohilara subterranea
- Notothecta anceps
- Notothecta confusa
- Notothecta flavipes
- Ousipalia caesula
- Pachnida nigella
- Paranopleta inhabilis
- Plataraea brunnea
- Plataraea dubiosa
- Plataraea elegans
- Plataraea interurbana
- Plataraea nigrifrons
- Pseudosemiris kaufmanni
- Pycnota paradoxa
- Schistoglossa aubei
- Schistoglossa curtipennis
- Schistoglossa gemina
- Schistoglossa viduata
- Taxicera deplanata
- Taxicera truncata
- Thamiaraea cinnamomea
- Thamiaraea hospita
- Tomoglossa luteicornis
- Trichiusa immigrata

### Autaliini
- Autalia impressa – grzybolubka czarnogłowa
- Autalia longicornis
- Autalia puncticollis
- Autalia rivularis

### Deinopsini
- Deinopsis erosa

### Falagriini
- Anaulacaspis nigra
- Bohemiellina flavipennis
- Cordalia obscura
- Falagria caesa
- Falagria naevula
- Falagria splendens
- Falagria sulcatula
- Falagrioma thoracica
- Myrmecocephalus concinnus

### Gymnusini
- Gymnusa brevicollis
- Gymnusa variegata

### Homalotini
- Agaricochara latissima
- Anomognathus cuspidatus – gładza spłaszczona
- Bolitochara bella – zbójek grubopunktowiec
- Bolitochara lucida
- Bolitochara lunulata – zbójek ostroplam
- Bolitochara mulsanti – zbójek rowkokryjek
- Bolitochara obliqua – zbójek kasztanoplecy
- Bolitochara pulchra
- Bolitochara reyi
- Brachida exigua
- Cyphea curtula
- Encephalus complicans – skrytogłowiec wąskobrzuchy
- Euryusa brachelytra
- Euryusa castanoptera – próchnal kasztanokrywek
- Euryusa optabilis
- Euryusa sinuata – próchnal wykrojony
- Gyrophaena affinis – lizak jednoguzek
- Gyrophaena angustata – lizak bezżeberkowiec
- Gyrophaena bihamata
- Gyrophaena boleti – lizak pospolity
- Gyrophaena congrua
- Gyrophaena fasciata
- Gyrophaena gentilis – lizak grzybiarz
- Gyrophaena joyi
- Gyrophaena joyioides
- Gyrophaena lucidula
- Gyrophaena manca
- Gyrophaena minima
- Gyrophaena munsteri
- Gyrophaena nana – lizak sześciofałdek
- Gyrophaena nitidula – lizak leśny
- Gyrophaena obsoleta – lizak długoczułki
- Gyrophaena polita
- Gyrophaena poweri
- Gyrophaena pulchella
- Gyrophaena strictula
- Gyrophaena transversalis
- Gyrophaena williamsi
- Homalota plana – płaskun podkorowy
- Leptusa alpicola – wałecznica alpejska
- Leptusa carpathica – wałecznica karpacka
- Leptusa eximia
- Leptusa flavicornis – wałecznica kosówkowa
- Leptusa fumida – wałecznica długokrywka
- Leptusa koronensis – wałecznica koroneńska
- Leptusa laevicauda
- Leptusa norvegica
- Leptusa pulchella – wałecznica krótkokrywka
- Leptusa ruficollis – wałecznica czerwonopleca
- Leptusa sudetica
- Megaloscapa punctipennis
- Phymatura brevicollis – rowczyk krótkoplecy
- Rhopalocerina clavigera
- Silusa rubiginosa
- Silusa rubra
- Tachyusida gracilis – hubczak pniakowy
- Thecturota marchii

### Hygronomini
- Hygronoma dimidiata

### Hypocyphtini
- Cypha apicalis
- Cypha discoidea
- Cypha laeviuscula
- Cypha lindbergi
- Cypha longicornis – zwijak długoczułek
- Cypha ovulum – zwijak ciemnonóżek
- Cypha pulicaria
- Cypha seminulum
- Cypha tarsalis
- Holobus apicatus
- Holobus flavicornis – molochna żółtoczułka
- Oligota granaria
- Oligota inexspectata
- Oligota inflata
- Oligota parva
- Oligota pumilio
- Oligota punctulata
- Oligota pusillima – malochna pospolita
- Oligota rufipennis

### Lomechusini
- Drusilla canaliculata – zadziorka mrówkolubna
- Lomechusa emarginata – mrówkomir wykrojony
- Lomechusa paradoxa
- Lomechusa pubicollis
- Lomechusoides strumosus – mrówkomika ozdobna
- Myrmoecia plicata
- Pella cognata
- Pella funesta
- Pella humeralis
- Pella laticollis
- Pella limbata
- Pella lugens
- Pella similis
- Zyras cognatus – hurtniczek plecoszczecik
- Zyras collaris
- Zyras haworthi

### Myllaenini
- Myllaena brevicornis
- Myllaena dubia
- Myllaena elongata
- Myllaena infuscata
- Myllaena intermedia
- Myllaena kraatzi
- Myllaena minuta

### Oxypodini
- Amarochara forticornis
- Amarochara umbrosa
- Apimela macella
- Apimela mulsanti
- Brachyusa concolor
- Calodera aethiops
- Calodera nigrita
- Calodera protensa
- Calodera riparia
- Calodera rubens
- Calodera rufescens – skorobieżak podmchowy
- Calodera uliginosa
- Chanoma vorbringeri
- Cousya longitarsis
- Crataraea suturalis
- Dasygnypeta velata
- Devia prospera
- Dexiogyia corticina
- Dinarda dentata – mrówczeń czarnobrzegi
- Dinarda maerkelii – mrówczeń pospolity
- Dinarda pygmaea
- Gnypeta caerulea
- Gnypeta carbonaria
- Gnypeta ripicola
- Gnypeta rubrior
- Haploglossa gentilis
- Haploglossa marginalis
- Haploglossa nidicola
- Haploglossa picipennis
- Haploglossa villosula – rydzeniczka gniazdowa
- Homoeusa acuminata
- Hygropora cunctans
- Ilyobates bennetti – drałun ciemnoplecy
- Ilyobates mech
- Ilyobates nigricollis
- Ilyobates propinquus
- Ischnoglossa prolixa
- Ischnopoda leucopus
- Ischnopoda umbratica
- Maurachelia pilosicollis
- Meotica exilis
- Meotica filiformis
- Meotica pallens
- Mniusa incrassata – mechówka leśna
- Ocalea badia – moczarówka punktowana
- Ocalea concolor
- Ocalea picata – moczarówka ruczajanka
- Ocalea rivularis
- Ocalea robusta
- Ocyusa maura
- Ocyusa picina – debrówka ściółkowa
- Oxypoda abdominalis – ostronóżka chrobotkowa
- Oxypoda acuminata – ostronóżka bagienna
- Oxypoda advena
- Oxypoda alternans – ostronóżka grzybiarka
- Oxypoda annularis – ostronóżka leśnomchowa
- Oxypoda arborea
- Oxypoda bicolor
- Oxypoda brachyptera – ostronóżka marszczona
- Oxypoda brevicornis
- Oxypoda carbonaria
- Oxypoda doderoi
- Oxypoda elongatula
- Oxypoda exoleta
- Oxypoda ferruginea
- Oxypoda filiformis
- Oxypoda flavicornis
- Oxypoda formiceticola
- Oxypoda formosa
- Oxypoda funebris
- Oxypoda haemorrhoa
- Oxypoda induta
- Oxypoda islandica
- Oxypoda lentula
- Oxypoda longipes
- Oxypoda lugubris
- Oxypoda mutata
- Oxypoda opaca
- Oxypoda parvipennis
- Oxypoda praecox
- Oxypoda pratensicola
- Oxypoda procerula
- Oxypoda recondita
- Oxypoda rufa
- Oxypoda skalitzkyi – ostronóżka Skalnickiego
- Oxypoda soror
- Oxypoda spectabilis
- Oxypoda testacea
- Oxypoda togata
- Oxypoda vicina
- Oxypoda vittata
- Parocyusa longitarsis
- Parocyusa rubicunda
- Phloeopora concolor
- Phloeopora corticalis
- Phloeopora nitidiventris
- Phloeopora scribae
- Phloeopora teres
- Phloeopora testacea – kornikarka ciemna
- Poromniusa crassa
- Poromniusa procidua
- Stichoglossa gobanzi
- Stichoglossa semirufa
- Tachyusa balteata
- Tachyusa coarctata
- Tachyusa concinna
- Tachyusa constricta
- Tachyusa objecta
- Tachyusa scitula
- Thiasophila angulata – mrówecznica rudnicówka
- Thiasophila canaliculata
- Thiasophila inquilina
- Thinonoma atra
- Zoosetha rufescens

### Phytosini
- Phytosus balticus

### Placusini
- Placusa adscita
- Placusa atrata
- Placusa complanata – szczelinówka kornikarz
- Placusa depressa – szczelinówka plecobrzeżek
- Placusa incompleta
- Placusa pumilio
- Placusa tachyporoides – szczelinówka reglowa

### Pronomaeini
- Pronomaea rostrata

## Skorogonki(Tachyporinae)
W Polsce stwierdzono 92 gatunki:

- Bolitobius castaneus – grzyboń krasnokrywek
- Bolitobius cingulatus – grzyboń mchowy
- Bryophacis crassicornis
- Bryophacis maeklini
- Bryophacis rufus
- Bryoporus cernuus
- Bryoporus multipunctus
- Carphacis striatus – czarnogłowiec jedyny
- Cilea silphoides
- Coproporus colchicus
- Ischnosoma bergrothi
- Ischnosoma longicorne
- Ischnosoma splendidum – dziurawcowiec wczesnowiosenny
- Lamprinodes saginatus
- Lamprinus erythropterus
- Lordithon bicolor
- Lordithon bimaculatus
- Lordithon exoletus
- Lordithon lunulatus – grzybotocz leśny
- Lordithon pulchellus
- Lordithon speciosus – grzybotocz wielopunktowy
- Lordithon thoracicus – grzybotocz krępy
- Lordithon trimaculatus
- Lordithon trinotatus – grzybotocz gęstopunktowy
- Mycetoporus ambiguus
- Mycetoporus angularis
- Mycetoporus bimaculatus
- Mycetoporus brucki
- Mycetoporus clavicornis – hubna ciemnopotyliczna
- Mycetoporus corpulentus
- Mycetoporus despectus
- Mycetoporus eppelsheimianus
- Mycetoporus forticornis
- Mycetoporus glaber
- Mycetoporus lepidus – hubna brunatna
- Mycetoporus longulus
- Mycetoporus maerkelii – hubna Maerkela
- Mycetoporus montanus – hubna reliktowa
- Mycetoporus monticola
- Mycetoporus mulsanti
- Mycetoporus niger
- Mycetoporus nigricollis
- Mycetoporus piceolus
- Mycetoporus punctus
- Mycetoporus rufescens – hubna czerwonopleca
- Mycetoporus subpronus
- Parabolitobius formosus – nagrzybnik bladordzawy
- Parabolitobius inclinans – nagrzybnik rdzawokrywek
- Sepedophilus binotatus
- Sepedophilus bipunctatus
- Sepedophilus bipustulatus – skoropędek dwuplamek
- Sepedophilus constans
- Sepedophilus immaculatus – skoropędek ciemnoszek
- Sepedophilus littoreus
- Sepedophilus marshami – skoropędek Marshama
- Sepedophilus nigripennis
- Sepedophilus obtusus
- Sepedophilus pedicularius
- Sepedophilus testaceus
- Sepedophilus transcaspicus
- Sepedophilus wankowiczi – skoropędek Wańkowicza
- Tachinus bipustulatus
- Tachinus corticinus – raźnik gładkokrywek
- Tachinus discoideus
- Tachinus elongatus – raźnik wydłużony
- Tachinus fimetarius
- Tachinus humeralis
- Tachinus laticollis – raźnik płowobrzegi
- Tachinus lignorum
- Tachinus marginatus
- Tachinus marginellus – raźnik obrzeżony
- Tachinus pallipes
- Tachinus proximus – raźnik drzewosoczniak
- Tachinus rufipennis
- Tachinus rufipes – raźnik pospolity
- Tachinus scapularis
- Tachinus subterraneus
- Tachyporus abdominalis
- Tachyporus atriceps
- Tachyporus chrysomelinus – skorogonek stonkowaty
- Tachyporus corpulentus – skorogonek krępy
- Tachyporus dispar
- Tachyporus formosus
- Tachyporus hypnorum – skorogonek czarnobrzeżek
- Tachyporus nitidulus
- Tachyporus obtusus – skorogonek opasany, skorogonek dwubarwny
- Tachyporus pulchellus – skorogonek brzozowy
- Tachyporus pusillus – skorogonek przyciemniony
- Tachyporus quadriscopulatus
- Tachyporus ruficollis
- Tachyporus scitulus
- Tachyporus solutus – skorogonek szerokoplecy
- Tachyporus tersus
- Tachyporus transversalis

## Sośniczki(Phloeocharinae)
W Polsce występuje tylko:
- Phloeocharis subtilissima – sośniczek włochaty

## Świeżacinki(Omaliinae)
W Polsce stwierdzono 101 gatunków:

- Acidota crenata – truś grubobrzeżek
- Acidota cruentata
- Acrolocha amabilis
- Acrolocha minuta
- Acrolocha sulcula
- Acrulia inflata – pękatek samotny
- Amphichroum canaliculatum – pyłkolub olchowiec
- Anthobium atrocephalum – wilgotniak czarnogłowy
- Anthobium fusculum
- Anthobium melanocephalum – wilgotniak wciętoplecy
- Anthobium unicolor
- Anthophagus alpestris
- Anthophagus alpinus
- Anthophagus angusticollis
- Anthophagus bicornis
- Anthophagus caraboides – pyłkolub biegaczowaty
- Anthophagus forticornis
- Anthophagus omalinus
- Anthophagus praeustus
- Anthophagus sudeticus
- Arpedium brachypterum – ziemiornik wielkoskroniec
- Arpedium quadrum
- Coryphiomorphus dieckmanni
- Coryphium angusticolle – zamierek wąskoplecy
- Deliphrosoma prolongatum
- Deliphrum algidum
- Deliphrum tectum
- Dropephylla gracilicornis
- Dropephylla ioptera – chowańczyk czarnogłów
- Dropephylla linearis
- Dropephylla vilis
- Eudectus giraudi
- Eusphalerum alpinum
- Eusphalerum anale
- Eusphalerum atrum
- Eusphalerum lapponicum
- Eusphalerum limbatum
- Eusphalerum longipenne
- Eusphalerum luteum
- Eusphalerum marshami
- Eusphalerum minutum – kwieciożyjek poziomkowiec
- Eusphalerum petzi
- Eusphalerum primulae
- Eusphalerum pseudaucupariae
- Eusphalerum rectangulum
- Eusphalerum semicoleoptratum
- Eusphalerum signatum
- Eusphalerum sorbi
- Eusphalerum tenenbaumi
- Eusphalerum torquatum
- Geodromicus danieli
- Geodromicus kunzei
- Geodromicus nigrita
- Geodromicus plagiatus
- Hapalaraea pygmaea
- Lesteva longoelytrata
- Lesteva luctuosa
- Lesteva monticola
- Lesteva pubescens
- Lesteva punctata
- Olophrum assimile – grubasik gniady
- Olophrum consimile
- Olophrum fuscum
- Olophrum piceum
- Olophrum rotundicolle
- Omalium caesum – świeżacinek ściółkowy
- Omalium deubeli
- Omalium excavatum
- Omalium exiguum
- Omalium ferrugineum
- Omalium laticolle
- Omalium littorale
- Omalium oxyacanthae
- Omalium rivulare – świeżacinek pospolity
- Omalium rugatum
- Omalium septentrionis
- Omalium strigicolle
- Omalium validum
- Orochares angustatus
- Philorinum sordidum
- Phloeonomus minimus
- Phloeonomus punctipennis – skryt punktowany
- Phloeonomus pusillus – skryt sosnowiec
- Phloeonomus sjobergi
- Phloeostiba lapponica
- Phloeostiba plana – skrytek guzkoplecy
- Phyllodrepa floralis – chowaniec wiśniowy
- Phyllodrepa melanocephala – chowaniec czerwony
- Phyllodrepa melis – chowaniec borsuczy
- Phyllodrepa nigra – chowaniec czarny
- Phyllodrepa puberula
- Phyllodrepa salicis
- Phyllodrepoidea crenata
- Porrhodites fenestralis
- Pycnoglypta lurida
- Xylodromus affinis
- Xylodromus concinnus
- Xylodromus depressus
- Xylodromus testaceus
- Xylostiba bosnica
- Xylostiba monilicornis

## Walgierze(Osoriinae)
W Polsce występuje tylko:
- Thoracophorus corticinus – walgierz mrówkodrzewny

## Żarlinki(Paederinae)
W Polsce stwierdzono 77 gatunków:

- Achenium depressum – tępogłowiec płaski
- Achenium humile
- Astenus gracilis
- Astenus immaculatus
- Astenus lyonessius
- Astenus procerus – smaglik wrzosowiskowy
- Astenus pulchellus
- Domene scabricollis – podgłazik bukowinowy
- Lathrobium brunnipes – nasiernica mydłokrywka
- Lathrobium dilutum
- Lathrobium elongatum
- Lathrobium fovulum
- Lathrobium fulvipenne
- Lathrobium furcatum
- Lathrobium geminum – nasiernica krępa
- Lathrobium impressum
- Lathrobium laevipenne
- Lathrobium lineatocolle
- Lathrobium longulum
- Lathrobium pallidipenne
- Lathrobium pallidum
- Lathrobium rufipenne – nasiernica torfowcowa
- Lathrobium spadiceum
- Lathrobium taxi
- Lithocharis nigriceps
- Lithocharis ochracea
- Lobrathium multipunctum
- Medon apicalis
- Medon brunneus
- Medon castaneus – głazek norówka
- Medon dilutus
- Medon fusculus
- Medon piceus
- Medon ripicola
- Medon rufiventris – głazek leśny
- Ochthephilum fracticorne
- Paederidus rubrothoracicus
- Paederidus ruficollis – żarlińczyk potokowy
- Paederus brevipennis – żarlinek żółtonogi
- Paederus caligatus
- Paederus fuscipes – żarlinek kosmopolita
- Paederus limnophilus
- Paederus littoralis – żarlinek pobrzeżnik
- Paederus riparius – żarlinek gromadny
- Paederus schoenherri – żarlinek południowy
- Platydomene angusticollis
- Platydomene bicolor
- Platydomene distinctiventris
- Platydomene picipes
- Platydomene sodalis
- Pseudomedon obscurellus
- Pseudomedon obsoletus
- Rugilus angustatus – bystrzyk czerwieniec
- Rugilus erichsonii – bystrzyk detrytusowiec
- Rugilus geniculatus
- Rugilus mixtus
- Rugilus orbiculatus
- Rugilus rufipes – bystrzyk ściółkowy
- Rugilus similis
- Rugilus subtilis – bystrzyk krągłogłowy
- Scopaeus gracilis
- Scopaeus laevigatus
- Scopaeus minutus
- Scopaeus pusillus
- Scopaeus rubidus
- Scopaeus ryei
- Scopaeus sericans
- Scopaeus sulcicollis
- Sunius bicolor
- Sunius melanocephalus
- Sunius propinquus
- Tetartopeus angustatus
- Tetartopeus quadratus
- Tetartopeus rufonitidus
- Tetartopeus scutellaris
- Tetartopeus sphagnetorum
- Tetartopeus terminatus – nasiernicówka lśniącokrywka